# Schlechtendalia elongallis
Schlechtendalia elongallis är en insektsart. Schlechtendalia elongallis ingår i släktet Schlechtendalia och familjen långrörsbladlöss. Inga underarter finns listade i Catalogue of Life.